# Liste des communes de la région du Sud-Ouest au Cameroun
Liste des communes de la région du Sud-Ouest au Cameroun par départements : 31

## Fako
Le département du Fako compte 7 communes :
- Buéa
- Limbé Ier
- Limbé IIe
- Limbé IIIe
- Muyuka
- Tiko
- West Coast

## Koupé-Manengouba
Le département de la Koupé-Manengouba compte 3 communes :
- Bangem
- Nguti
- Tombel

## Lebialem
Le département du Lebialem compte 3 communes :
- Alou
- Menji
- Wabane

## Manyu
Le département du Manyu compte 4 communes :
- Akwaya
- Eyumodjock
- Mamfé
- Tinto

## Meme
Le département de la Meme compte 5 communes :
- Konye
- Kumba Ier
- Kumba IIe
- Kumba IIIe
- Mbonge

## Ndian
Le département du Ndian compte 9 communes :
- Bamusso
- Dikome-Balue
- Ekondo-Titi
- Idabato
- Isanguele
- Kombo-Abedimo
- Kombo-Itindi
- Mundemba
- Toko